# Конкорд (виноград)
Конкорд (англ. Сoncord) — красный сорт столово-винного винограда. Характеризуется крупными и средними по размеру ягодами, тёмно-синим цветом и крупными кистями. В аромате есть сходство с сортом винограда "Изабелла", а во вкусе - с чёрной смородиной. Имеет крупные листья с сильным опушением на нижней стороне. Растение легко переносит морозы за 30 градусов, а также устойчиво к заболеваниям.
В США в 2011 году было произведено 417 800 тонн. Основными районами выращивания являются район Фингер-Лейкс в Нью-Йорке, озеро Эри, озеро Онтарио, юго-запад штата Мичиган и долина Якима в Вашингтоне.

## История
Конкорд является самопроизвольным гибридом винограда, вывезенным из Америки. В 1843 году получил определение сорта в городе Конкорд в Массачусетсе. Позже был использован для получения первого в мире пастеризованного сока. В 1999 году прошла выставка, посвященная сорту винограда Конкорд под названием «Конкорд — виноградная классика Америки».

## В кулинарии
Виноградный пирог (англ. grape pie), приготовленный из винограда  сорта Конкорд, является традиционным региональным блюдом Западного Нью-Йорка, региона  Фингер-Лейкс, Пенсильвании и других регионов Соединенных Штатов, где выращивается виноград, а также в Онтарио, Канада.

## Галерея

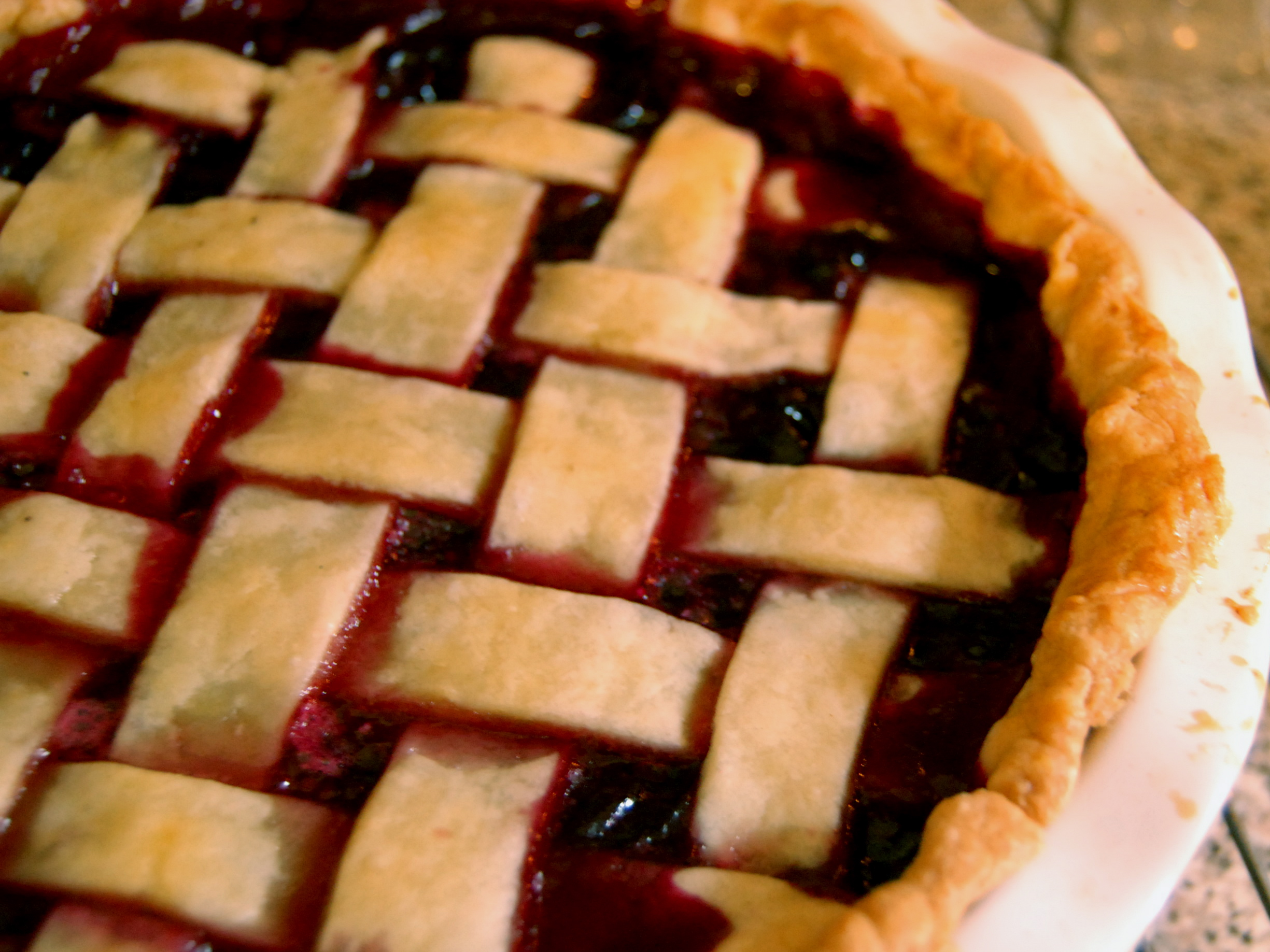
Американский виноградный пирог из винограда Конкорд
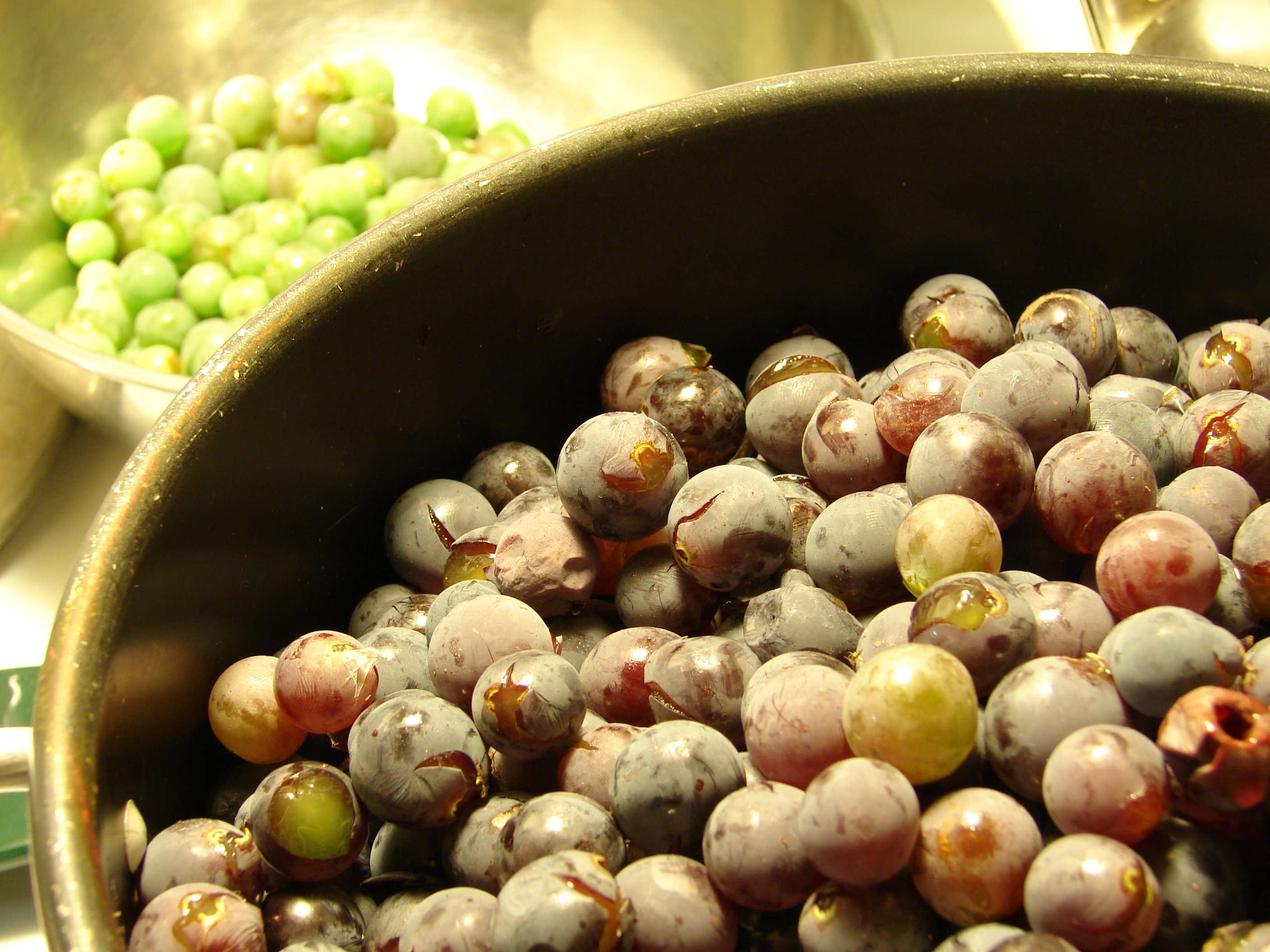
Спелый виноград (на переднем плане) и незрелый виноград (на заднем плане). Незрелый виноград можно превратить в вержус
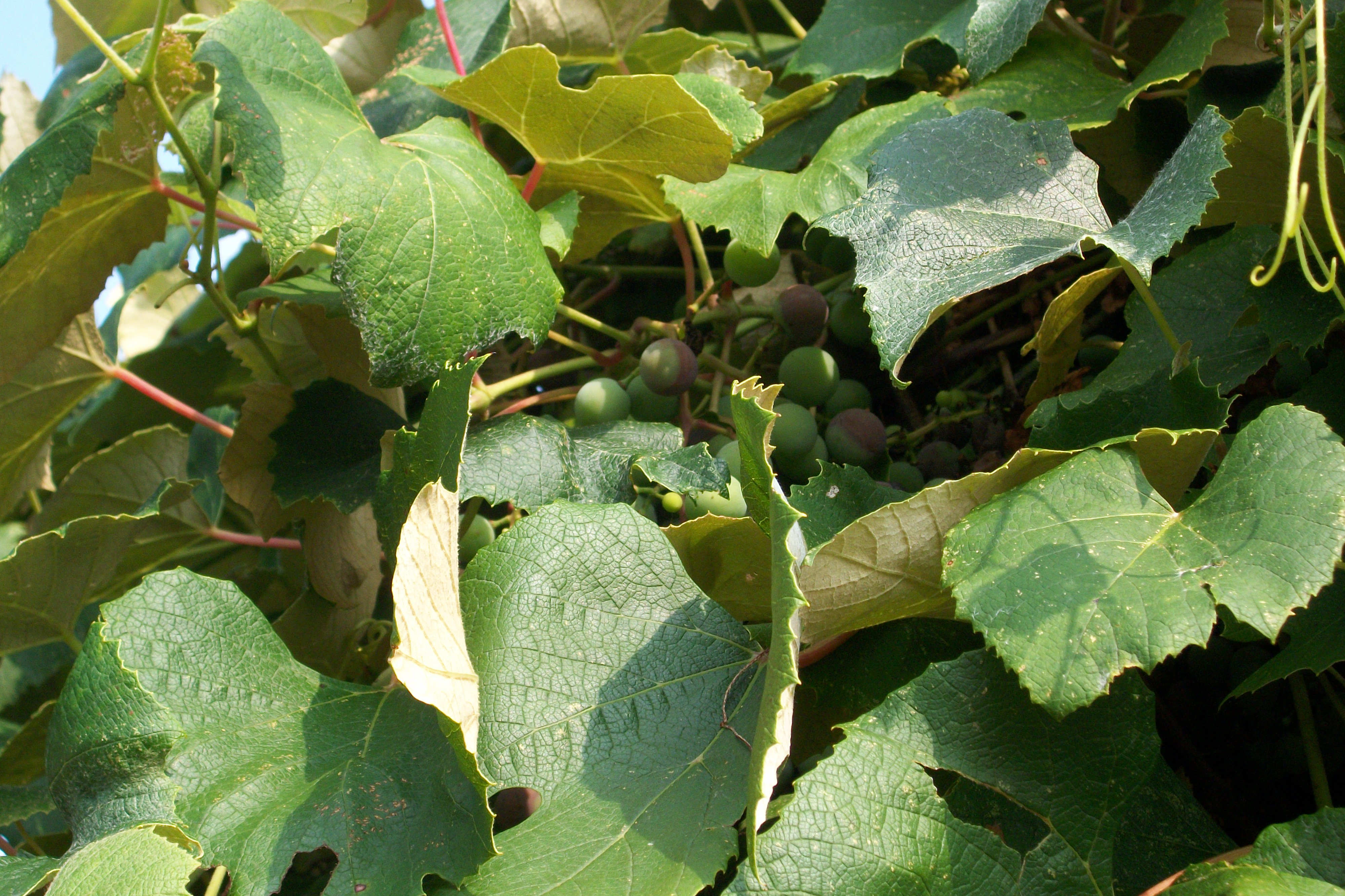
Конкорд виноград растет на острове Виноградовом острове в Массачусетсе[англ.]
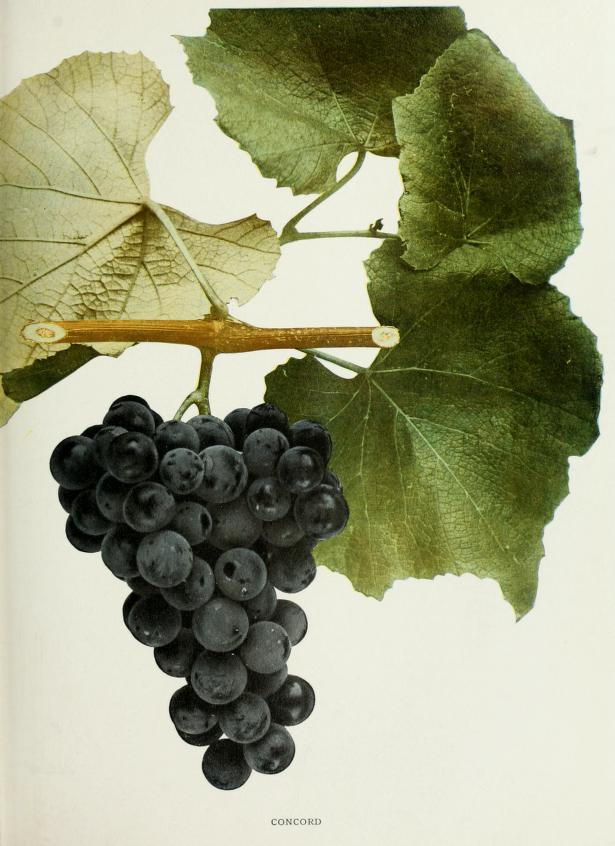
Конкорд в книге Улисса Хедрика[англ.] «Виноград Нью-Йорка, 1908»